# Černínský palác
Černínský palác je velká palácová původně raně barokní budova nacházející se v Praze 1 na Hradčanech na Loretánském náměstí (naproti Loretě). Od roku 1934 slouží coby sídlo Ministerstva zahraničních věcí jak někdejšího Československa, tak i České republiky. Palác je společně s Černínskou zahradou chráněn jako kulturní památka.

## Historie

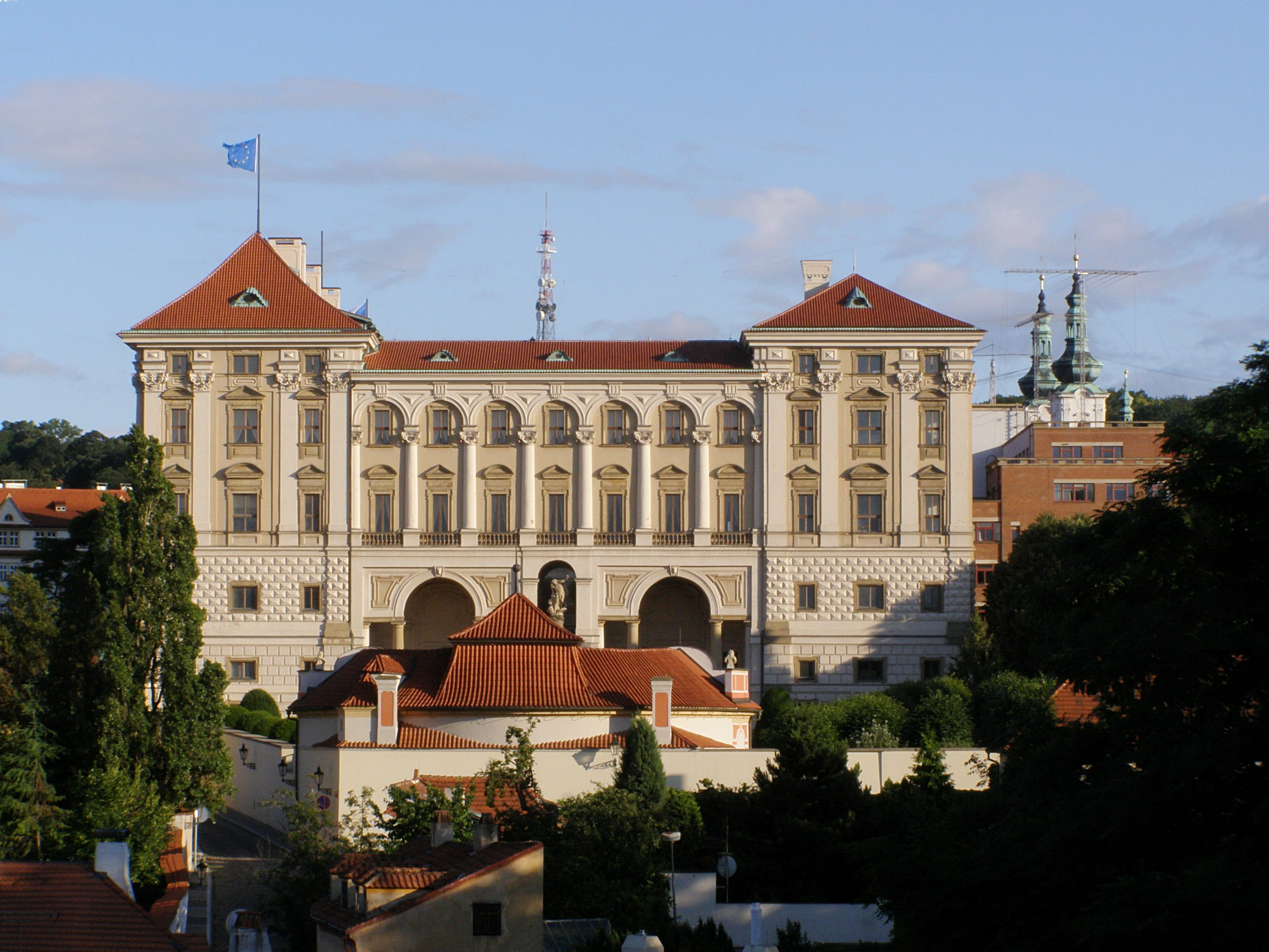
Černínský palác

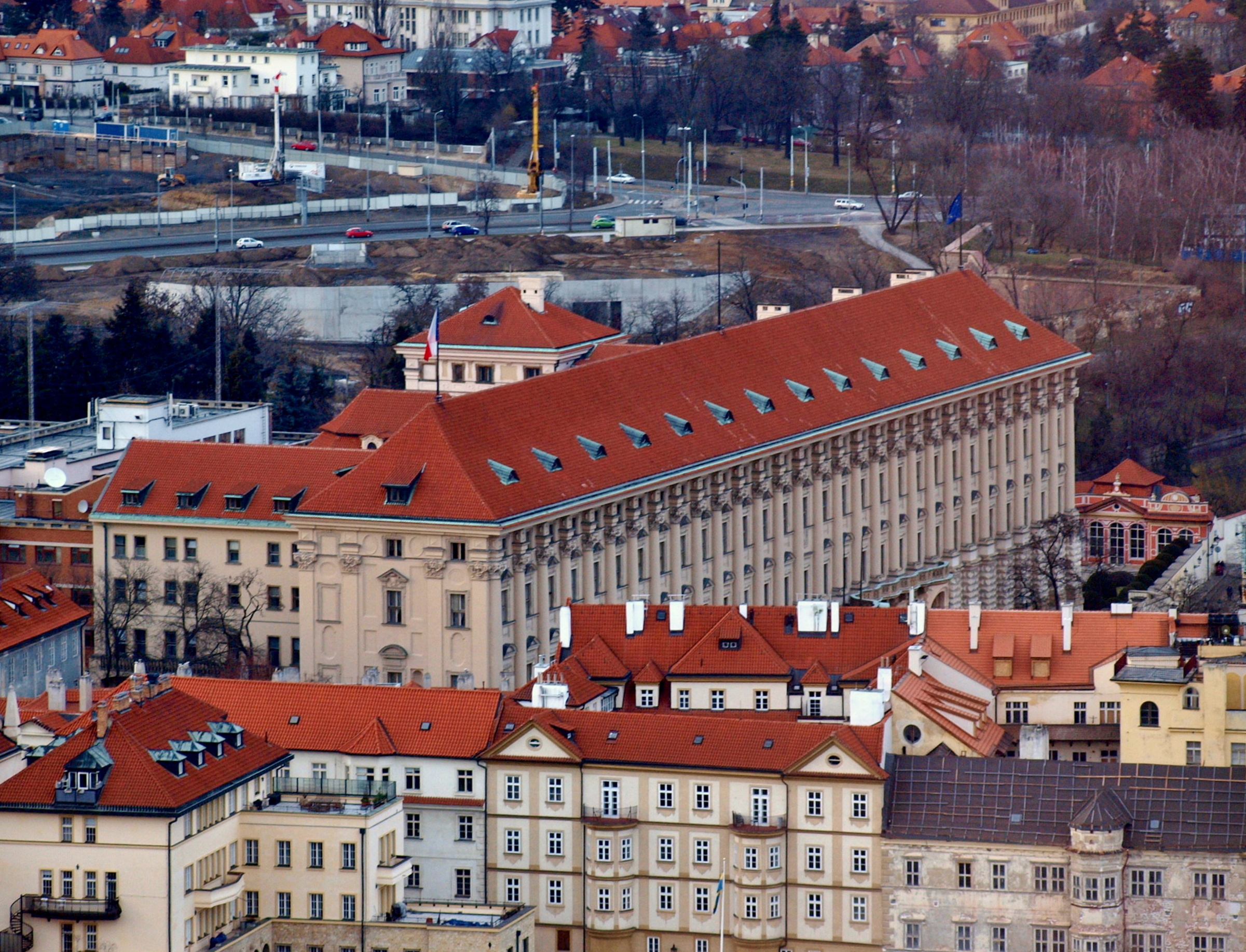
Černínský palác z Petřínské rozhledny

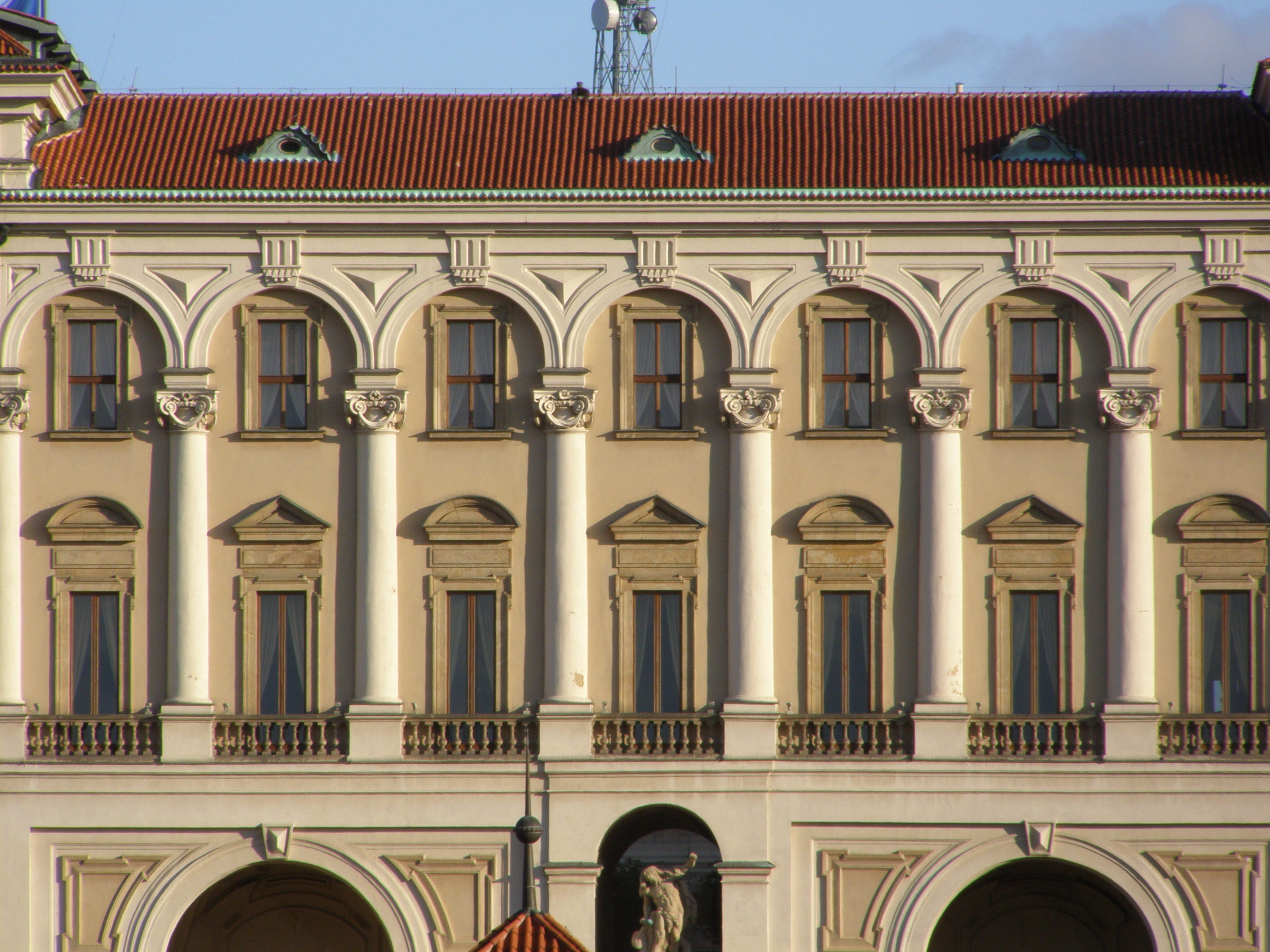
Detailní pohled na budovu

Palác nechal postavit rakouský diplomat hrabě Humprecht Jan Černín z Chudenic po roce 1664 (kde také zde později přesunul svou rodovou sbírku) – odtud pak jeho název. Jedná se o jednu z největších barokních budov v Praze vůbec. Stavba byla poničena během války o rakouské dědictví ve 40. letech 18. století, znovu pak v roce 1757, kdy jej poškodila pruská dělostřelba. Palác také díky tomu prošel řadou pozdně barokních přestaveb a dodatečných rekonstrukcí. Během druhé světové války jej přebudovali i nacisté.
Od roku 1777 palác již nesloužil svému původnímu určení (v roce 1778 byla významná obrazárna rodu Černínů vydražena) a byl užíván k různým jiným účelům, mimo jiné jako lazaret s lékárnou, útulek pro chudé, nájemní dům, dílny, kasárna či výtvarná galerie.
V letech 1928 až 1934 byl částečně přestavěn pod vedením architekta Pavla Janáka. V letech 1933 až 1939 pak došlo k novodobému rozšíření paláce o tzv. Janákovu přístavbu, kde dodnes sídlí převážná většina administrativních útvarů Ministerstva zahraničních věcí ČR.
Palác sám má z hlediska novodobých českých dějin dosti pochmurnou historii, v období tzv. Protektorátu Čechy a Morava v letech 1939 až 1945 zde bylo umístěno sídlo úřadujícího říšského protektora pro Čechy a Moravu, dne 10. března 1948 zde za dodnes ne zcela jasných okolností zahynul někdejší ministr zahraničních věcí Jan Masaryk, který zde měl také svůj byt; byl ráno nalezen na nynějším nádvoří Jana Masaryka.
Na počátku devadesátých let 20. století byla v Černínském paláci podepsána smlouva o rozpuštění Varšavské smlouvy.

## Tvůrci paláce

### Architekti
- Giovanni Lorenzo Bernini – autor prvních skic návrhu paláce (v roce 1666)
- Francesco Caratti – hlavní architekt původní stavby
- Giovanni Battista Maderna, Domenico E. Rossi, Giovanni B. Alliprandi – další architekti od roku 1683
- František Maxmilián Kaňka – autor dostavby z roku 1720
- Anselmo M. Lurago – autor rekonstrukce paláce z 18. století po vyplenění paláce francouzskými vojsky
- Antonín Wolf – autor přestavby na kasárna v polovině 19. století
- Pavel Janák – autor přístavby z 30. let 20. století
- Otokar Fierlinger – zahradní architekt, autor nové koncepce zahrady ze 30. let 20. století

### Výtvarníci
- Václav Vavřinec Reiner – autor fresek v  několika místnostech (Pád Titánů nad schodištěm)
- Ignác Platzer – socha Herkula, umístěná mezi arkádami severního průčelí
- při stavbě působila řada dalších barokních umělců, jejichž díla byla v roce 1757 či později zničena (např. Matyáš Braun či Ondřej Quitainer)[2]

## Vnitřní zařízení
Při přestavbách v letech 1927-1930 a 1949-1954 byla většina staršího vybavení vystěhována a nahrazena díly soudobých umělců (nábytek, lustry, koberce). V roce 1927 ministerstvo zahraničí zakoupilo k výzdobě salónu vzácné barokní tapisérie, pocházející ze sbírek Lobkovického paláce na Pražském hradě, jsou to: 
- Měsíce roku, série šesti tapisérií podle obrazů Davida II. Tenierse, kartóny vytvořil Judocus de Vos a v letech 1710-1715 je provedl v manufaktuře v Bruselu. Alegorické výjevy zemědělských prací jsou sloučeny vždy po dvou měsících na jedné tapisérii, kompletní kusy s bordurou měří 490 x 565 cm a mají v ní vetkanou signaturu J. de Vos, ostřižené kusy mají 400 x 390 až 460 cm. Příbuzná série tapisérií téhož námětu a původu je ve sbírkách Pražského hradu[3].

## Zajímavosti
Do dnešní doby se v Janákově přístavbě zachoval funkční výtah páternoster.

## Galerie

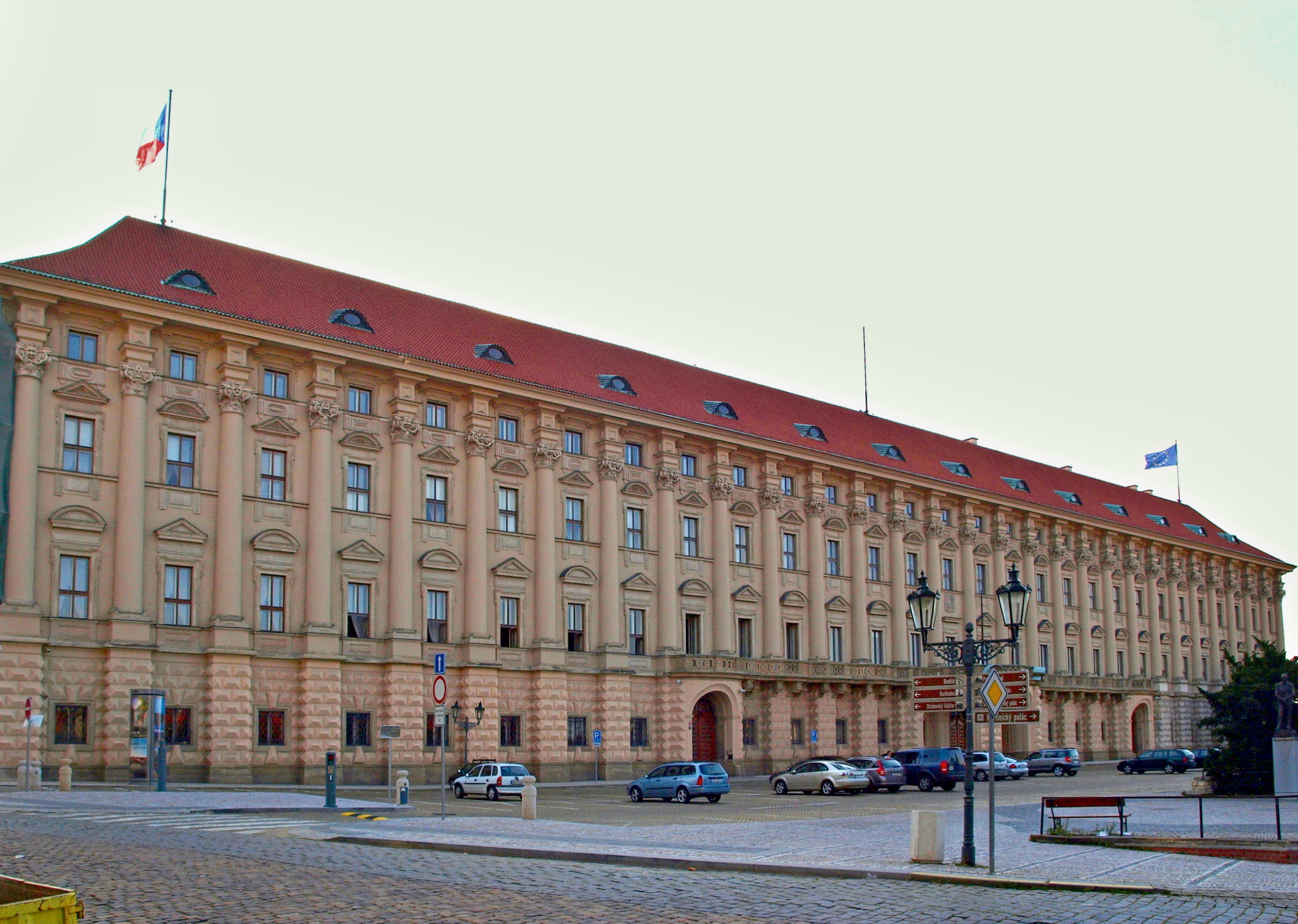
Černínský palác v Praze na Hradčanech, sídlo Ministerstva zahraničních věcí ČR
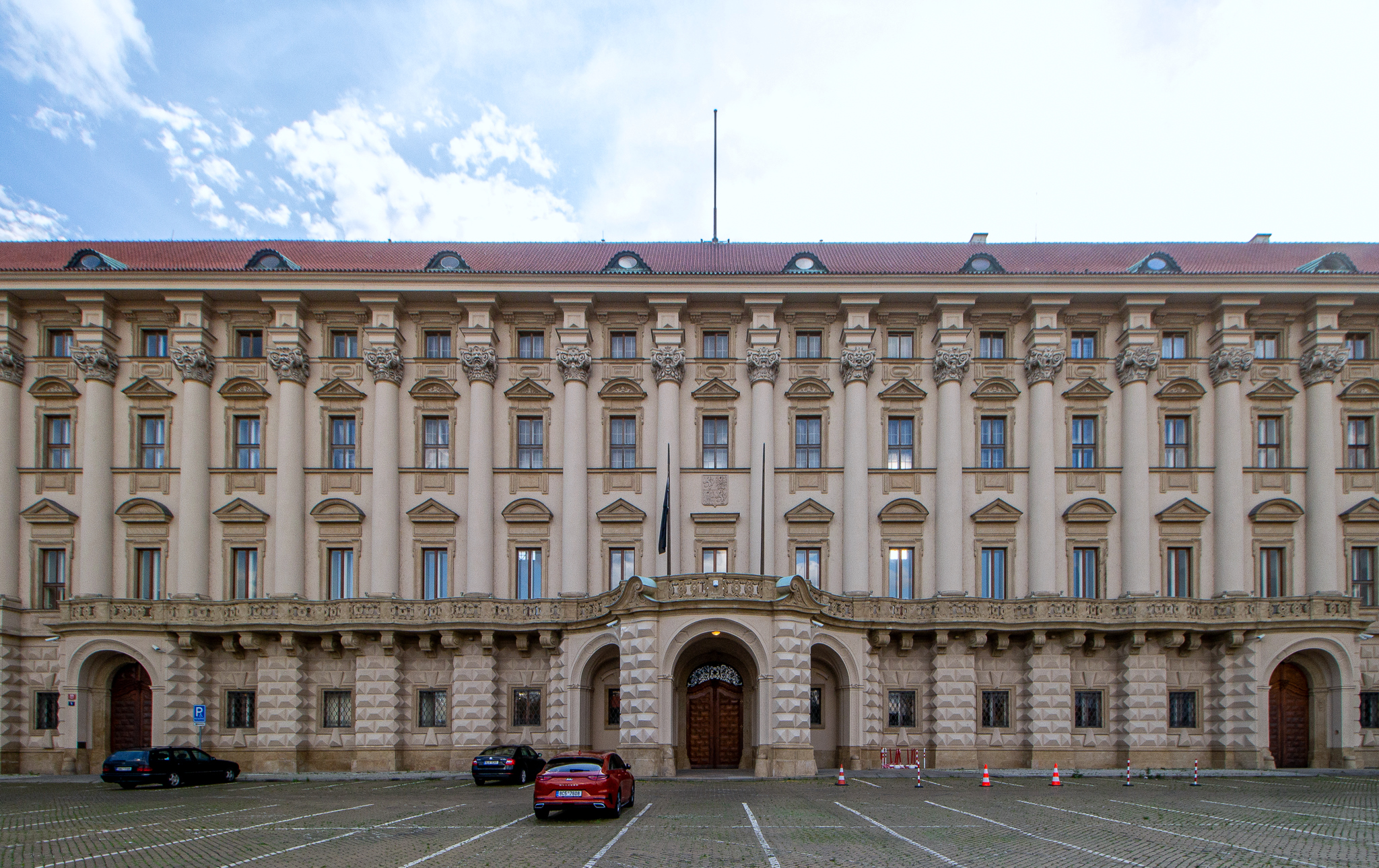
Černínský palác na Loretánském náměstí
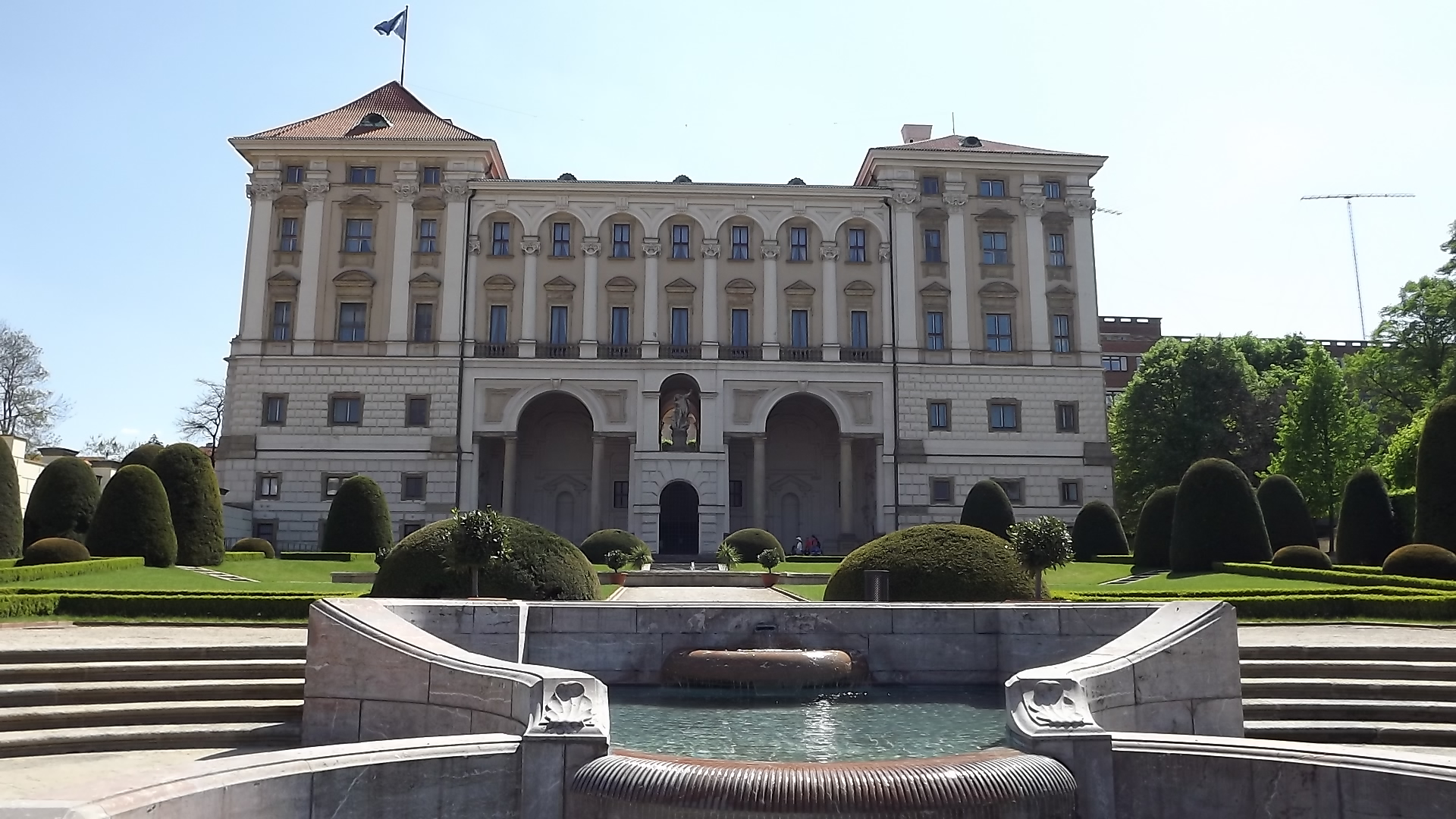
Severní průčelí z Černínské zahrady
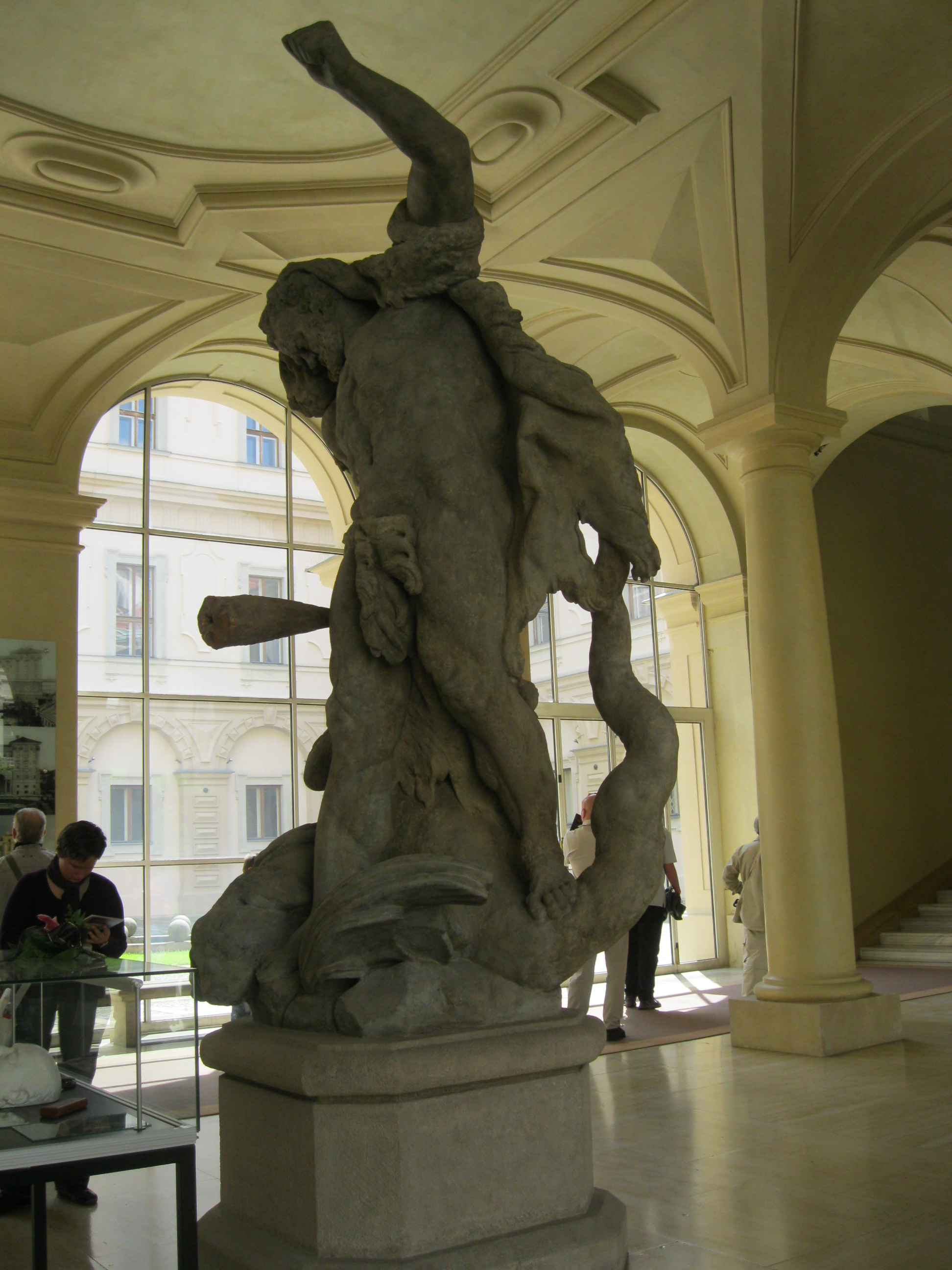
Herkulova socha Ignáce Františka Platzera při vchodu do paláce
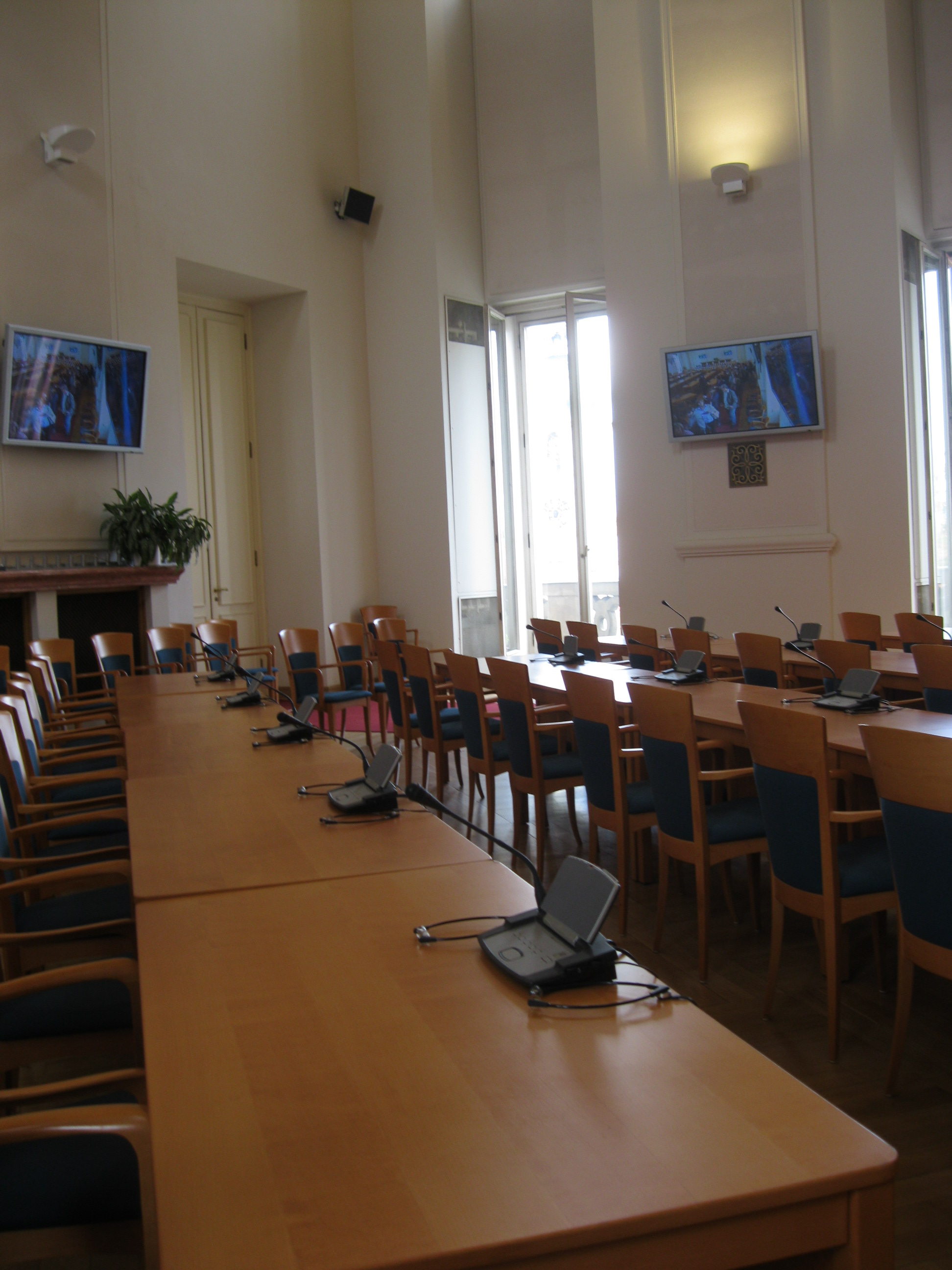
Zasedací síň ministerstva zahraničí
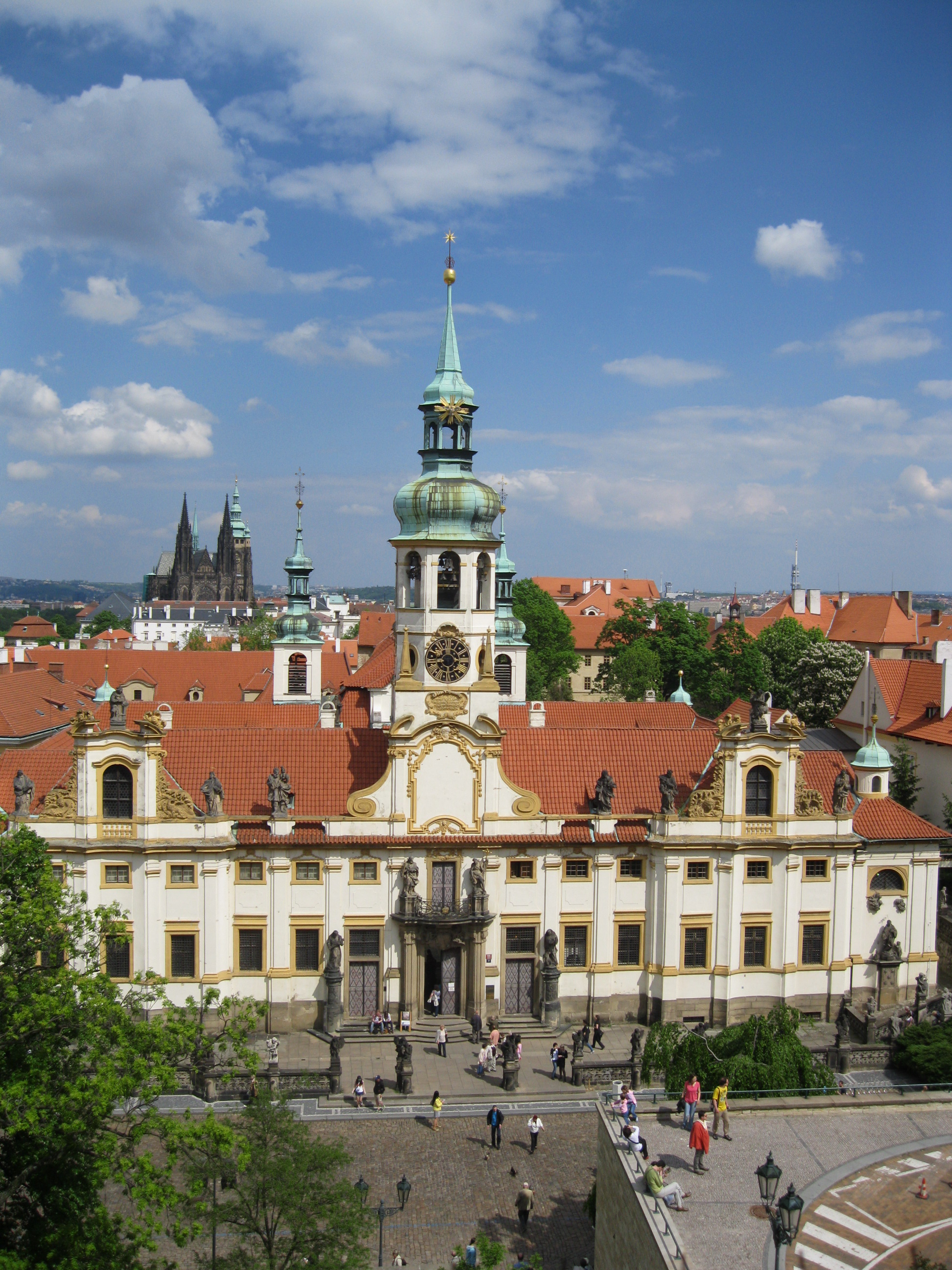
Výhled na Loretu a Loretánské náměstí z oken paláce
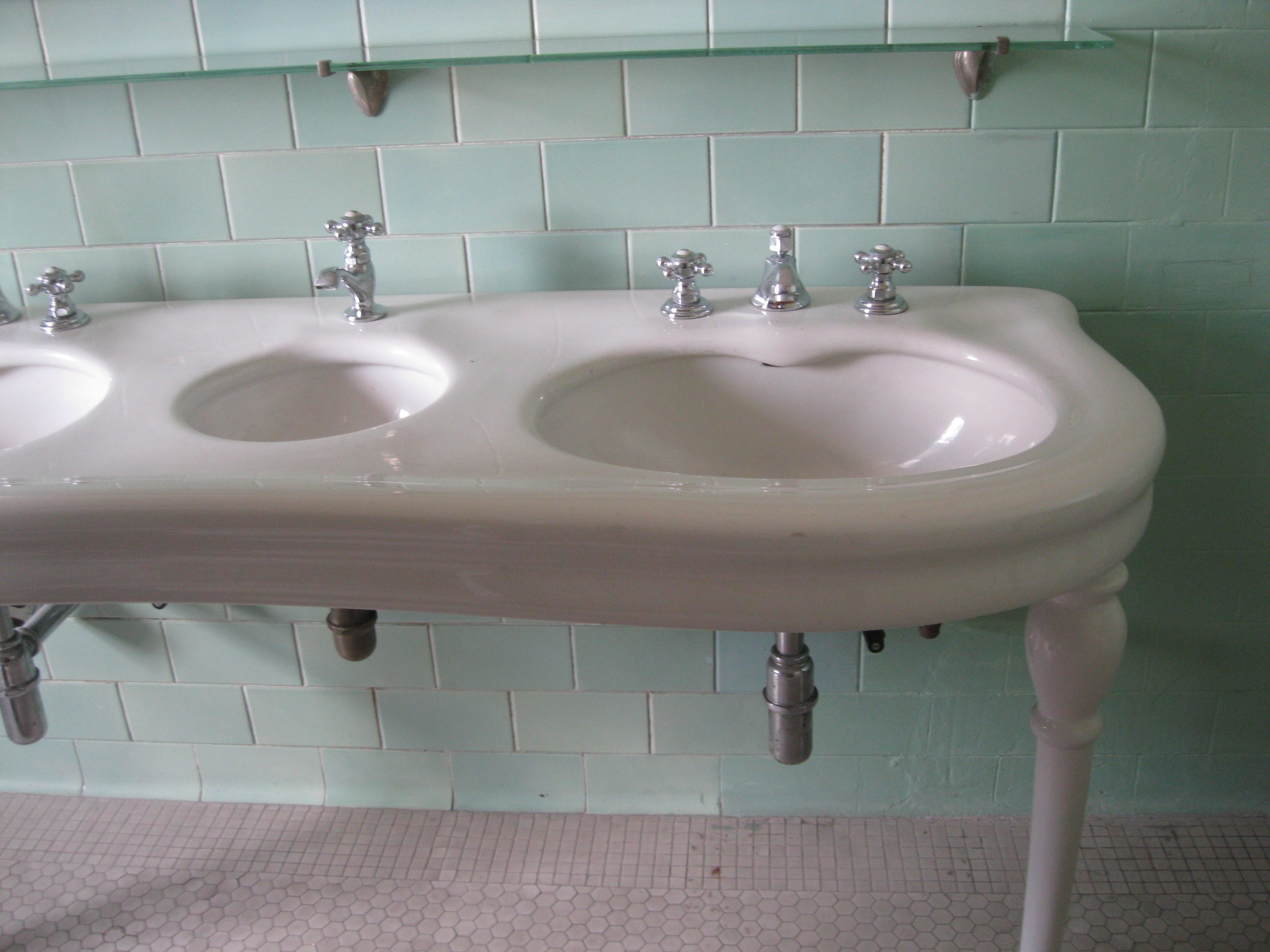
Koupelna bytu bývalého ministra zahraničí Jana Masaryka